# Julian Nagelsmann
Julian Nagelsmann (Landsberg am Lech, 1987. július 23. –) német labdarúgó és edző, a német válogatott szövetségi kapitánya.
Miután sérülések miatt 20 évesen kénytelen volt játékosi pályafutását abbahagyni, Nagelsmann különböző német klubok ifjúsági csapatainál edzősködött. 2012 végén a TSG 1899 Hoffenheim-nál 25 évesen segédedző lett.

## Pályafutása

### Játékosként
Pályafutását az FC Issing-nél kezdete, majd az FC Augsburg ifjúsági csapatához igazolt, ahol 2002-ig játszott. Ezt követően a TSV 1860 München utánpótlásához került, ahol az U17-es együttes csapatkapitánya volt. és az U19-es Bundesliga 2004-2005-ös, illetve a 2005-2006-os bajnoki évadjában 31 mérkőzésen szerepelt. A 2006-2007-es szezonban bekerült a második csapatba, de sérülések miatt nem lépett pályára. A 2007-2008-as bajnokság idejére visszatért Augsburgba, ahol a második csapat tagja volt. Miután meniszkusz- és porcsérülést kapott, és kénytelen volt 20 éves korában befejezni aktív játékosi pályafutását.

### Edzőként

#### Ifjúsági csapatok
Miután befejezte játékoskarrierjét, korábbi mestere, Thomas Tuchel segédedzője lett Augsburgban, feladata pedig az aktuális ellenfelek megfigyelése lett. Ezt követően Alexander Schmidt segédje lett az 1860 München U17-es csapatánál.
A 2010-2011-es bajnoki évadban a TSG 1899 Hoffenheim-hoz került, ahol előbb az ifikkel foglalkozott. 2012 decemberében Frank Kramer ideiglenes edző mellett segédedző lett a profiknál. A továbbiakban pedig Kramer utódjainak, (Marco Kurz, Markus Gisdol) segített, és a csapattal sikerült bennmaradniuk a Bundesligában.
A 2013-2014-es évadot az U19-es csapat edzőjeként kezdte, és 26 évesen a legfiatalabb U19-es bajnokságot nyerő edző lett. A 2014-2015-ös bajnoki évadban a Dél-délnyugatikerület bajnoka lett csapatával, az U19-es Bundesligában pedig másodikok lettek. Ezzel párhuzamosan Hennefben elvégezte a Hennes Weisweiler Akadémia futballoktatói tanfolyamát. Edzői pályafutásának gyors felívelése miatt egyes sajtótermékek „edzőtehetség” (Trainertalent) vagy „sikeredző” (Erfolgstrainer) címmel illették.

#### Legfiatalabb edző a Bundesligában
2015 októberében klubja bejelentette, hogy kiképzése befejeztével a 2016-2017-es bajnoki évad során Nagelsmann veszi át az első csapat irányítását a holland Huub Stevenstől, akit a tabellán elfoglalt 17. helyről való elmozdulás és a kiesés elkerülése érdekében szerződtettek le. Nagelsmann egy 2019. június 30-ig szóló szerződést kapott, és amennyiben a Hoffenheim elsőosztályú marad, a maga 28 évével ő lesz minden idők legfiatalabb Bundesliga-edzője. Előtte csak Bernd Stöber ült ilyen fiatalon egy német első osztályú csapat kispadján, azonban az 1976. október 23-án, 24 évesen az 1. FC Saarbrücken–1. FC Köln találkozón bemutatkozó Stöber csak egy mérkőzésre ugrott be helyettesként. Nagelsmann szerződése nemzetközi visszhangra talált, az európai sajtó mellett (Daily Mail, Telegraaf, L’Équipe) az amerikai és ausztrál híradásokba is bekerült (CNN, Special Broadcasting Service).
2016. február 10-én egészségi okokra hivatkozva lemondott Huub Stevens, a Hoffenheim pedig előrehozta Nagelsmann kinevezését, így másnap, átvette a csapat irányítását.
2016 februárjában a Hoffenheim a 17. helyen állt a bajnoki táblázaton, 7 ponttal lemaradva a rájátszást jelentő 15. helytől. A hátralévő 14 bajnoki mérkőzésből hetet megnyert a csapat az irányításával és egy pont előnnyel az osztályozós pozíciót megelőzve a 14. helyen zárta a szezont.
A 2016–17-es Bundesliga szezonban a Hoffenheim a 4. helyen végzett és története során először indulhatott a Bajnokok Ligájában. 2017. június 9-én 2021 nyaráig meghosszabbította a szerződését a klubnál.
2018. június 21-én a Hoffenheim bejelentette, hogy Nagelsmann a 2018–2019-es szezon végén távozik a klubtól. 2019. január 19-én 100. bajnoki mérkőzésén irányította a csapatot a Bayern elleni 3–1-es vereség alkalmával. Ő lett a legfiatalabb edző aki elérte ezt a mérföldkövet a Bundesligában.

### RB Leipzig
2019. június 21-én az RB Leipzig vezetőedzőjének nevezték ki. Nagelsmann négy évre szóló szerződést írt alá a lipcsei klubbal. Első bajnoki mérkőzését 4–0-ra nyerte meg irányításával a csapat az Union Berlin ellenében, majd decemberben a bajnoki címvédő Bayern München ellen is 1–1-es döntetlent ért el. A Bundesliga 10. fordulójában a Leipzig új klubrekordot jelentő 8–0-s arányban győzte le a Mainzot, míg Nagelsmann volt klubját, a Hoffenheimet 3–1-re a 14. fordulóban. A koronavírus-járvány miatt félbeszakított , majd nyáron befejezett idényt a csapat a bajnokság 3. helyén zárta.
A 2019–2020-as Bajnokok Ligájában 2020. március 10-én 4–0-ra győzte le csapata a Tottenhamet a nyolcaddöntős párharc első mérkőzésén, ezzel Nagelsmann lett a legfiatalabb edző a sorozat történetében, aki győzelemre vezette csapatát a Bajnokok Ligája kieséses szakaszában. 2020. augusztus 13-án az Atlético Madridot 2–1-re legyőzve a Leipzig bejutott az elődöntőbe, a klub története során először, Nagelsmann pedig a sportág történetének legfiatalabb edzője lett aki Bajnokok Ligája elődöntőbe jutott csapatával.
2021 áprilisában hivatalossá vált, hogy a következő szezontól ő lesz Hans-Dieter Flick utódja a Bayern München kispadján.

## Sikerei, díjai

### Bajnoki címek
- Hoffenheim
  - U19-es Bundesliga:
    - Bajnok: 2013-2014
    - Ezüstérmes: 2014-2015

  - Dél-délnyugati kerületi U19-es Bundesliga:
    - Bajnok: 2014, 2015
- RB Leipzig
  - DFB-Pokal második helyezett: 2020–21
- Bayern München
  - Bundesliga bajnok: 2021–22
  - DFL-Szuperkupa :2021

### Rekordok
- Legfiatalabb U19-es bajnokságot nyert edző (26 évesen, 2014)

- VDV-Manager of the Season (Németország): 2016–17
- Az év labdarúgóedzője Németországban: 2017
- Az UEFA év férfi edzője – 3. hely:2019–20

## Edzői statisztika
Legutóbb frissítve: 2022. szeptember 17-én lett.
| Csapat          | Nemzet   | –tól              | –ig               | Mérleg | Mérleg | Mérleg | Mérleg     | Mérleg | Mérleg | Mérleg | Mérleg |
| M               | GY       | D                 | V                 | RG     | KG     | +/-    | Győzelem % |        |        |        |        |
| --------------- | -------- | ----------------- | ----------------- | ------ | ------ | ------ | ---------- | ------ | ------ | ------ | ------ |
| 1899 Hoffenheim | német    | 2016. február 11. | 2019. június 30.  | 136    | 55     | 43     | 38         | 257    | 197    | +60    | 40.44  |
| RB Leipzig      | német    | 2019. július 1.   | 2021. június 30.  | 95     | 54     | 22     | 19         | 193    | 108    | +85    | 61.63  |
| Bayern München  | német    | 2021. július 1.   | 2023. március 24. | 58     | 40     | 10     | 8          | 176    | 59     | +117   | 68.97  |
| összesen        | összesen | összesen          | összesen          | 289    | 149    | 75     | 65         | 626    | 364    | +262   | 51.56  |

## Magánélete
Az Augsburg második csapatánál eltöltött időszak alatt letette a szakérettségi vizsgát, majd üzemgazdasági tanulmányokra járt. Tanulmányait végül abbahagyta. Egy fia van.

## Fordítás
- Ez a szócikk részben vagy egészben  a   Julian Nagelsmann című német Wikipédia-szócikk ezen változatának fordításán alapul.  Az eredeti cikk szerkesztőit annak laptörténete sorolja fel. Ez a jelzés csupán a megfogalmazás eredetét és a szerzői jogokat jelzi, nem szolgál a cikkben szereplő információk forrásmegjelöléseként.